# 4853 Marielukac
4853 Marielukac је астероид главног астероидног појаса чија средња удаљеност од Сунца износи 2,535 астрономских јединица (АЈ).
Апсолутна магнитуда астероида је 12,6.